# Jim Kaat
James Lee Kaat (Zeeland, Míchigan, 7 de noviembre de 1938), más conocido como Jim Kaat, es un exjugador profesional estadounidense de béisbol que se desempeñó en la posición de lanzador en las Grandes Ligas de Béisbol (MLB). Es miembro del Salón de la Fama del Béisbol.

## Carrera
Kaat jugó como profesional quince temporadas en Minnesota Twins (1959-1973), después pasó a Chicago White Sox (1973-1975), luego a Philadelphia Phillies (1976-1979), posteriormente a New York Yankees (1979-1980), y finalmente, a St. Louis Cardinals, donde jugó cuatro temporadas (1980-1983), y fue el equipo en el que se retiró.

## Reconocimiento
En 2022, ingresó como miembro al Salón de la Fama del Béisbol.